# Fenestella arkonensis
Fenestella arkonensis är en mossdjursart som beskrevs av Whiteaves 1898. Fenestella arkonensis ingår i släktet Fenestella och familjen Fenestellidae. Inga underarter finns listade i Catalogue of Life.